# 飯島站
飯島站（日语：／ Iijima eki */?）是一座位於日本長野縣上伊那郡飯島町飯島的東海旅客鐵道（JR東海）飯田線鐵路車站。

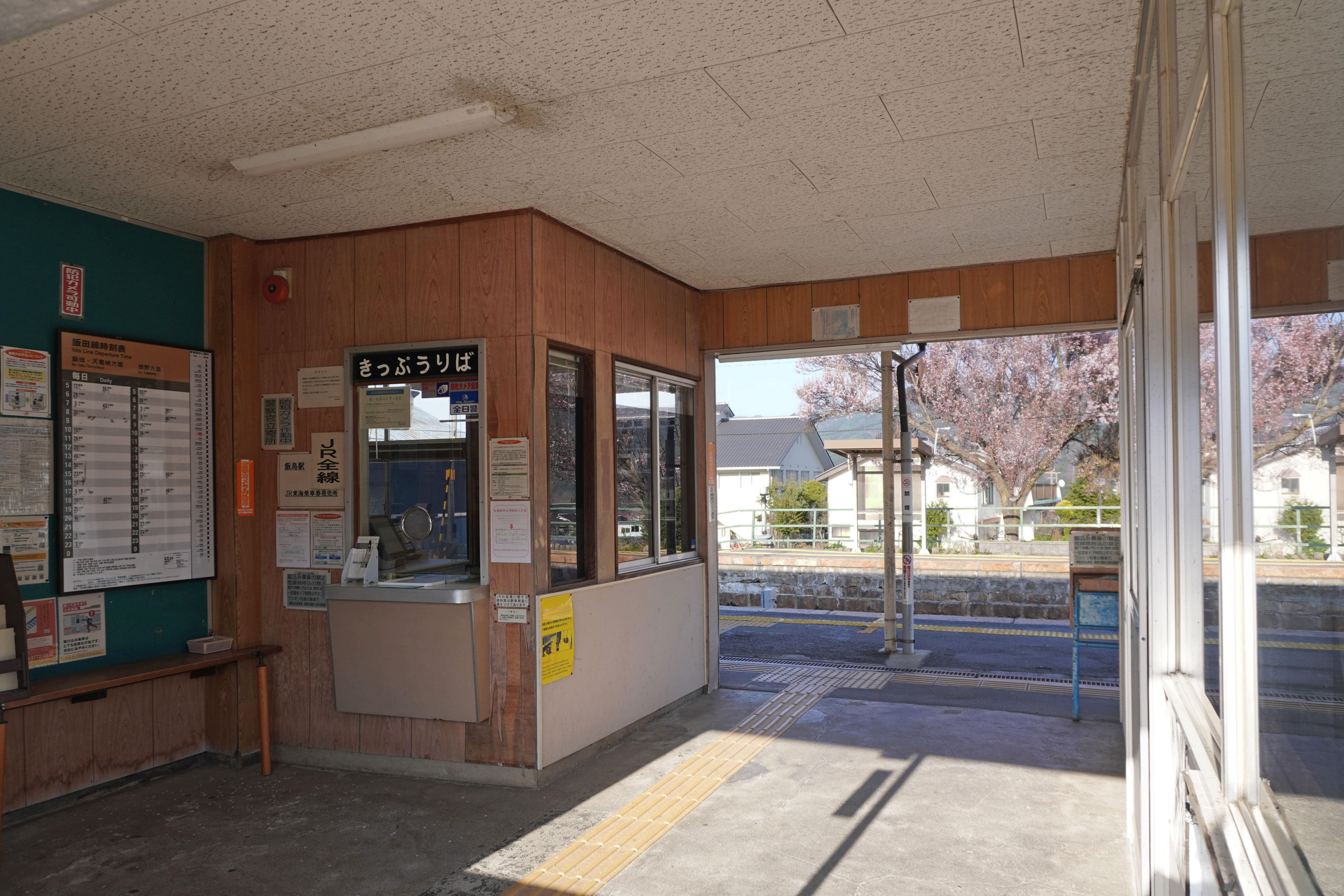
閘口(2023年4月)

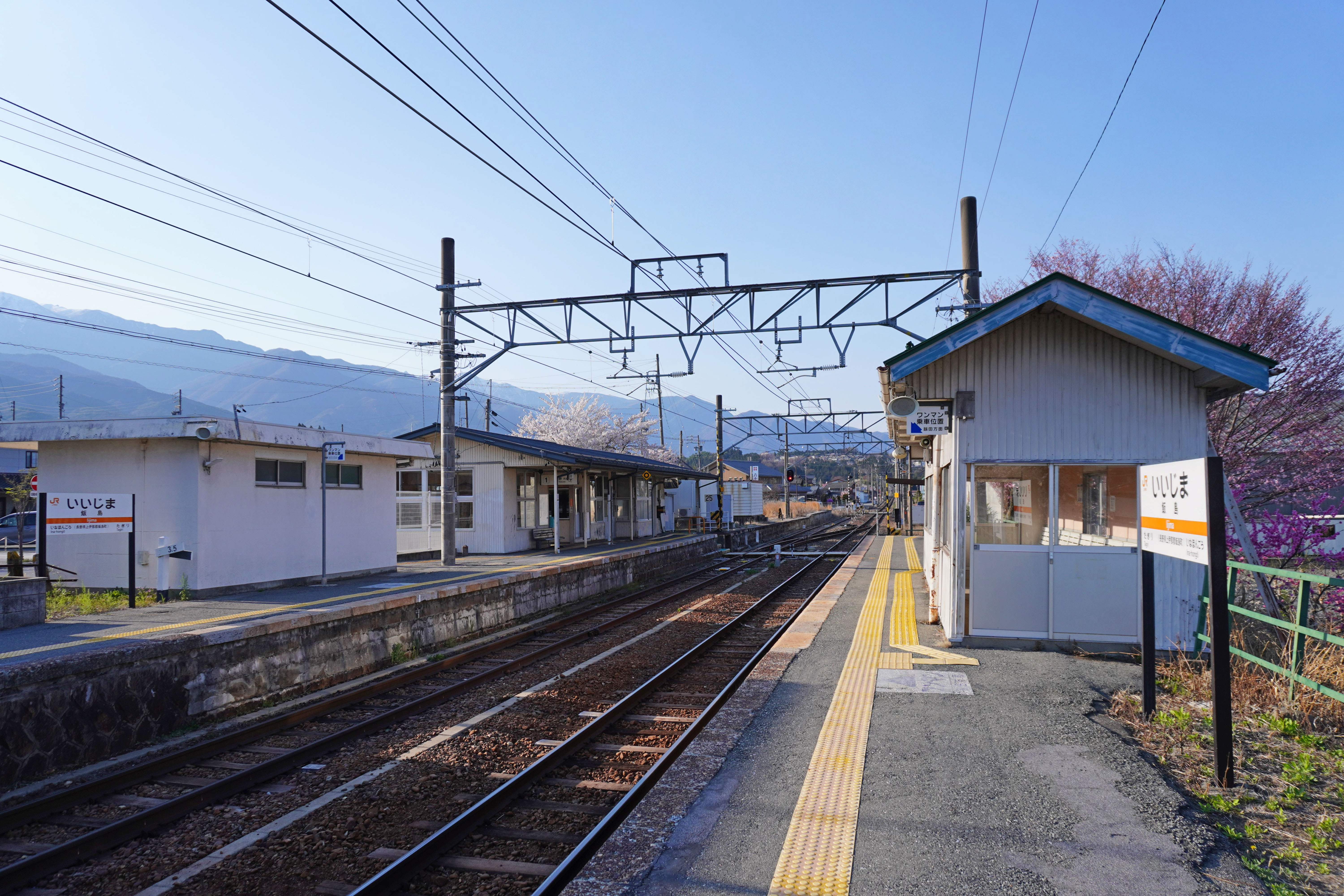
月台(2023年4月)

## 車站構造

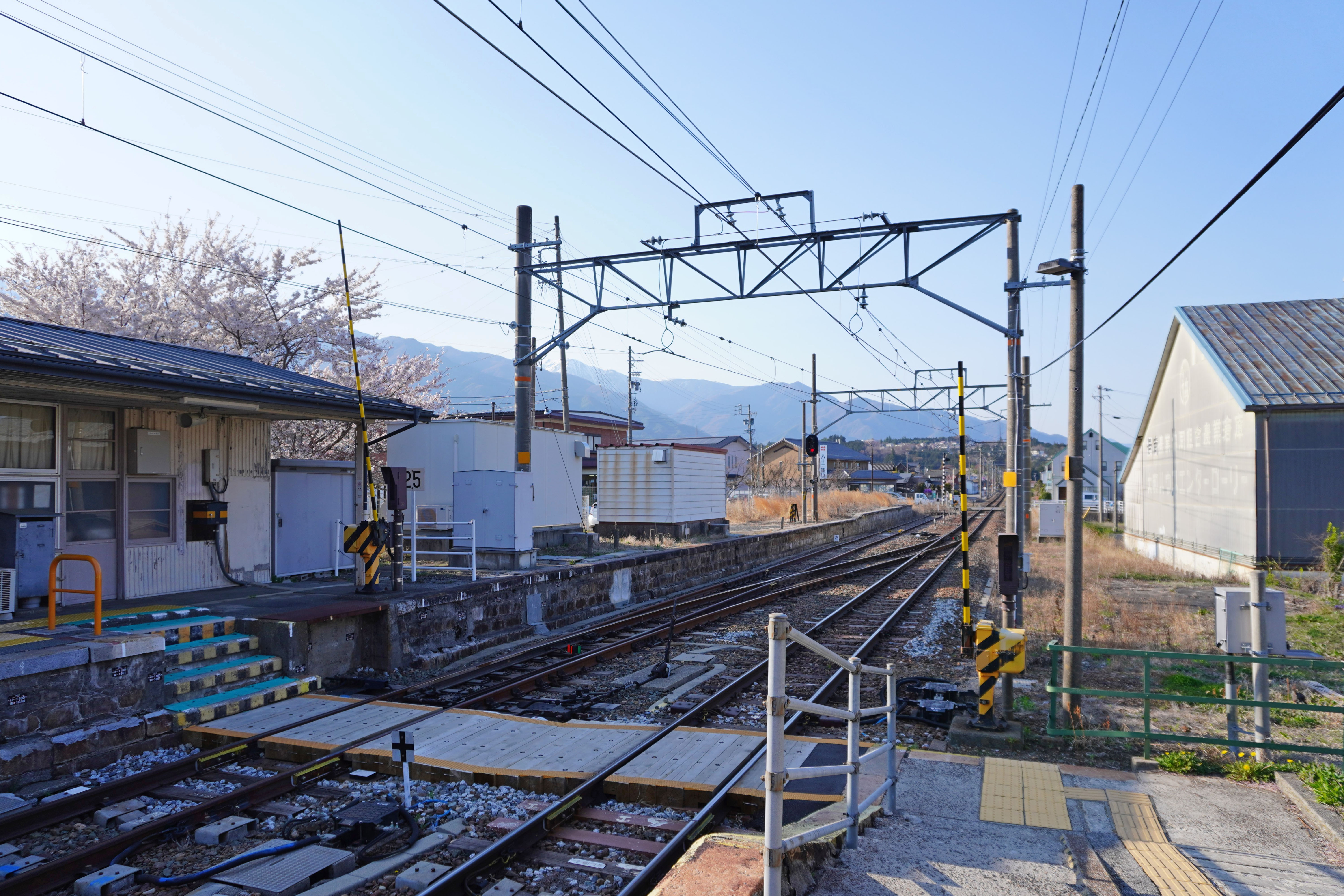
平交道(2023年4月)

- 相對式月台，2面2線，可以列車交會。
- 地面車站。
- 由伊那市站管理的晚間與早上無人站。
- 下行線設有站舍。在往田切站月台端有平交道。

### 月台配置
| 月台 | 路線   | 方向 | 目的地           |
| ---- | ------ | ---- | ---------------- |
| 1    | 飯田線 | 下行 | 辰野方向         |
| 2    | 飯田線 | 上行 | 飯田、天龍峽方向 |

## 車站周邊
- 國道153號
- 飯島町市政廳
- 飯島町立飯島中學
- 飯島町立飯島小學
- 飯島郵局
- 飯島陣屋

## 歷史
- 1918年（大正7年）2月11日 – 伊那電車軌道（{1919年改名為伊那電氣鐵道）伊那福岡臨時停車終點站至飯島站延伸段啟用。新設飯島站終點站。
- 1918年（大正7年）7月23日 – 伊那電車軌道線延長至七久保站，成為中途站。
- 1943年（昭和18年）8月1日 – 伊那電氣鐵道線國有化，成為國鐵飯田線車站。
- 1971年（昭和46年）12月1日 – 貨物起卸服務停止。
- 1983年（昭和58年）2月24日 – 開始業務委託。
- 1985年（昭和60年）3月14日 – 行李起卸服務停止。
- 1987年（昭和62年）4月1日 – 因國鐵分割民營化，本站成為東海旅客鐵道的車站。
- 2013年（平成25年）4月1日 – 無人化，簡易委託化[2]。

## 相鄰車站
東海旅客鐵道
 飯田線
■快速「水篶」
七久保－（只限上行停靠伊那本鄉）－飯島－伊那福岡
■普通
伊那本鄉－飯島－田切
※在國有化以前，本站與田切站之間曾設有伊那赤坂停留場。